# 1945 година в областта на науката

## Археология
- Откриване на библиотеката от Наг Хамади с древни християнски текстове.

## Биология
- Откриване на мутации във вирусите от Салвадор Лурия и Алфред Хърши.

## Химия
- Откриване на структурата на пеницилина от Дороти Кроуфут Ходжкин.
- Откриване на триизмерната структура на стероидите от Дороти Кроуфут Ходжкин.

## Технология
- Регистриран патент на микровълните.
- Продажби на химикалка в САЩ.

## Компютърни науки
- Алгоритъм за сортиране чрез сливане от Джон фон Нойман.
- Разработване на Plankalkül – първият език за програмиране от Конрад Цузе.
- Разработване на Memex от Венивар Буш.
- 30 юни – докладът First Draft от Джон фон Нойман включва подробно описание на архитектурата на фон Нойман.

## Физика
- 16 юли – Първи тест на ядрено оръжие.
- 6,9 август – атомни бомби над Япония.
- Откриване на прометий, елемент номер 61.[1]
- Изобретяване на синхротон.